# کوه چمن
کوه چمن یکی از قله‌های استان خراسان رضوی است که در رشته‌کوه بینالود واقع شده است. ارتفاع این قله ۲٫۵۲۳ متر از سطح دریا است. مسیر این قله فاقد جانپناه است.

## مسیر
مسیر صعود این قله از روستای زشک است و با طی مسیری در حدود ۲٬۷ کیلومتر به قله منتهی می‌شود.